# Liste der Bodendenkmäler in Stadtlohn
Die Liste der Bodendenkmäler in Stadtlohn enthält die denkmalgeschützten unterirdischen baulichen Anlagen, Reste oberirdischer baulicher Anlagen, Zeugnisse tierischen und pflanzlichen Lebens und paläontologischen Reste auf dem Gebiet der Stadt Stadtlohn im Kreis Borken in Nordrhein-Westfalen (Stand: August 2020). Diese Bodendenkmäler sind in Teil B der Denkmalliste der Stadt Stadtlohn eingetragen; Grundlage für die Aufnahme ist das Denkmalschutzgesetz Nordrhein-Westfalen (DSchG NRW).
| Bild                 | Bezeichnung                                      | Lage             | Beschreibung | Bauzeit                                | Eingetragen seit | Denkmal- nummer |
| -------------------- | ------------------------------------------------ | ---------------- | --- | -------------------------------------- | ---------------- | --------------- |
| Burgstelle Stadtlohn | Burgstelle Stadtlohn                             | Burgstraße Karte | Reste einer ursprünglich mit Gräften umgebenen hochmittelalterlichen Turmhügelburg. Obertägig erhalten ist der zentrale Bereich mit dem 2-3 m hohen, nach Süden abgeflachten Burghügel (Durchmesser: ca. 30 m), auf dem sich heute Mauerwerk einer künstlich angelegten Ruine befindet. Die Burgstelle der Edelherren von Lohn im Bereich des heutigen Stadtlohn ist in dem von den Straßen Burgstraße, Hövel, Dufkampstraße und Markt umschlossenen Bereich z. T. noch als obertägiges Bodendenkmal erhalten. Auf dem genutzten Gelände befinden sich die relativ gut erhaltenen Reste des ursprünglichen Burghügels. Die aufstehenden Mauerreste sind neueren Ursprungs und haben keinen Zusammenhang mit der Burganlage. | Hochmittelalter                        | 17.11.1983       | 24              |
| BW                   | Grabhügel                                        | Wendfeld Karte   | Durchmesser: 16,0-18,0 m Höhe: 0,40 m. Zustand: stark verflachter Grabhügel, durch zentrale Ausgrabungen deformiert. Der ursprüngliche Durchmesser des Hügels dürfte deutlich unter den heute erkennbaren Maßen gelegen haben. Als Entstehungszeit des Grabhügels ist somit die jüngere Bronzezeit/ältere Eisenzeit anzunehmen. | jüngere Bronzezeit/ältere Eisenzeit    | 17.11.1983       | 25              |
| BW                   | Grabhügel                                        | Wendfeld Karte   | Durchmesser: 8,20 m, Höhe 0,60 m. Zustand: verflacht, sonst aber gut erhalten. | jüngere Bronzezeit/ältere Eisenzeit    | 17.11.1983       | 26              |
| BW                   | Turmhügel                                        | Almsick Karte    | Durchmesser: 30,0 m, Höhe 4,0-6,0 m. Zustand: Sehr gut erhalten, wenn auch durch weidendes Vieh stark gefährdet (die Steilhänge des Hügels sind zertreten und ohne Grasbewuchs). | Hochmittelalter                        | 17.11.1983       | 27              |
|                      | Grabhügel                                        | Almsick          | Durchmesser: 22,0 m, Höhe 0,30 – 0,40 m. Zustand: stark verflacht. | späte Jungsteinzeit/frühe Bronzezeit   |                  | 28              |
| weitere Bilder       | Hünenburg im Bockwinkel (Karolingische Wallburg) | Karte            | Die Anlage besteht aus einem kleinen Innenring von 120 × 160 m (1,6 ha) und einem größeren Außenwerk (8 ha), von dem im Nordosten ein ca. 150 m langer Abschnittswall zur Berkel abzweigt. Wallhöhe des Innenringes: 5,00 – 6,00 m (im Osten Toröffnung mit einziehenden Wallenden); Wallhöhe des Außenringes max. 2,00 m. Alle Wälle werden von Außengräben begleitet. Zustand: Die insgesamt gesehen sehr gut erhaltene Anlage wird von Waldwegen durchzogen; der Außenwall ist im Westen zum Teil eingeebnet, der Graben des Innenringes ist weitgehend verflacht. 1950 fand im Torbereich des Innenringes eine Ausgrabung statt. Die dabei gefundenen Keramikscherben datieren in der Zeit um 800.                      |                                        | 17.11.1983       | 29              |
| BW                   | Speicherinsel „Büldeken“ (Gräftenanlage)         | Karte            | Annähernd rechteckige Anlage von ca. 30 × 35 m; der künstlich erhöhte Innenraum (Durchmesser 8 × 12 m) wird von einer wasserführenden Gräfte (Sohlenbreite 2-5 m) umschlossen. Zustand: Gräfte und Gräfteninsel sind gut erhalten. | Spätmittelalter                        | 17.11.1983       | 30              |
| BW                   | Grabhügel                                        | Hengeler Karte   | Durchmesser: 24 m, Höhe: 1,70 m. Zustand: Der an einigen Stellen durch Splitterschutzgräben gestörte Grabhügel ist zentral angegraben, die Eintiefung wurde als Abfallgrube genutzt. | späte Jugendsteinzeit/frühe Bronzezeit | 17.11.1983       | 31              |
| BW                   | Grabhügel                                        | Hengeler Karte   | Durchmesser: N-S ca. 11,00 m, O-W ca. 15,00 m, Höhe: 1,50 m. Zustand: der zentral angerichtete und im Westen z.T. überackerte Grabhügel wird an seiner Nordseite durch einen Entwässerungsgraben angeschnitten; auf seiner Südseite ist der Hügel bis fast zur Hälfte abgegraben. | späte Jungsteinzeit/frühe Bronzezeit   | 17.11.1983       | 32              |